# I Love Betty La Fea
I Love Betty La Fea, estilizado i ♥ Betty La Fea, é uma telenovela filipina produzida e exibida pela ABS-CBN, cuja transmissão ocorreu em 2008. A atual Miss Mundo, Megan Young, foi uma das vilãs da novela ao lado de Ruffa Gutierrez, Miss Mundo Filipinas 1993 e 3ª colocada no Miss Mundo 1993.

## Elenco
- Bea Alonzo - Beatrice "Betty" Pengson
- John Lloyd Cruz - Armando Solis
- Ai Ai delas Alas - Julia Pengson
- Ruffa Gutierrez - Daniella Valencia
- Megan Young - Marcella Valencia